# Schreyahn
Schreyahn im Süden des niedersächsischen Landkreises Lüchow-Dannenberg ist ein Teilort der Stadt Wustrow (Wendland).

## Lage
Das Rundlingsdorf liegt im Wendland etwa acht Kilometer südwestlich der Kreisstadt Lüchow (Wendland), etwa sieben Kilometer östlich von Clenze und circa drei Kilometer westlich der Kernstadt Wustrow.
Nachbarort im Norden ist Lensian, dessen Rundlingsform bereits in früheren Jahrhunderten eine durchschneidende Straße störte. Südlich von Schreyahn, etwas einen Kilometer entfernt, liegt das Dorf Nauden.

## Geschichte
Schreyahn wurde als Screy oder Screye erstmals um das Jahr 1360 erwähnt.
Für das Jahr 1848 wird angegeben, dass Schreyahn 25 Wohngebäude hatte, in denen 140 Einwohner lebten. Eingepfarrt war der Ort zu der Zeit nach Satemin. Am 1. Dezember 1910 hatte Schreyahn 134 Einwohner.
Nahe dem noch heute landwirtschaftlich geprägten Ort gab es mit dem Schacht Rudolph ein Kali-Bergwerk, das nach dreijährigem Aufschluss im Sommer 1908 den Betrieb aufnahm. Da die Ausbeute nach dem Ersten Weltkrieg nicht mehr rentabel war, wurde es am 12. Juni 1926 offiziell stillgelegt. Auf dem ehemaligen Bergwerksgelände liegt das 25 Hektar große Naturschutzgebiet Salzfloragebiet bei Schreyahn.

## Bauwerke
Schreyahn gilt mit seinen zehn Vierständerbauten aus dem 18. und 19. Jahrhundert mit abwechslungsreich gezimmerten Giebelgliederungen als eines der am besten erhaltenen Rundlingsdörfer im Wendland. Es ist mehrfach im niedersächsischen Wettbewerb „Unser Dorf soll schöner werden“ zum Sieger erklärt worden. Das imposante Fachwerkgebäude der Gaststätte am Ortseingang stammt ebenso wie die beiden noch erhaltenen Wohnhäuser am Weg nach Wustrow aus dem frühen 20. Jahrhundert, als die örtliche Kaliindustrie für Wohlstand sorgte.

Schreyahner Rundling
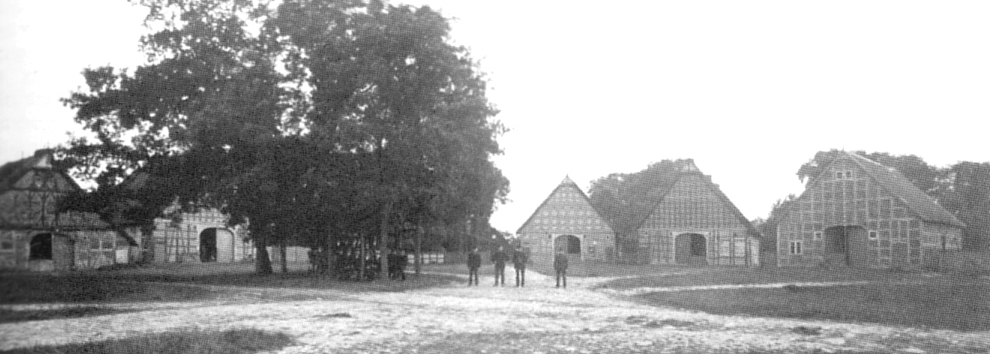
Blick in das Rundlingsdorf, 1904
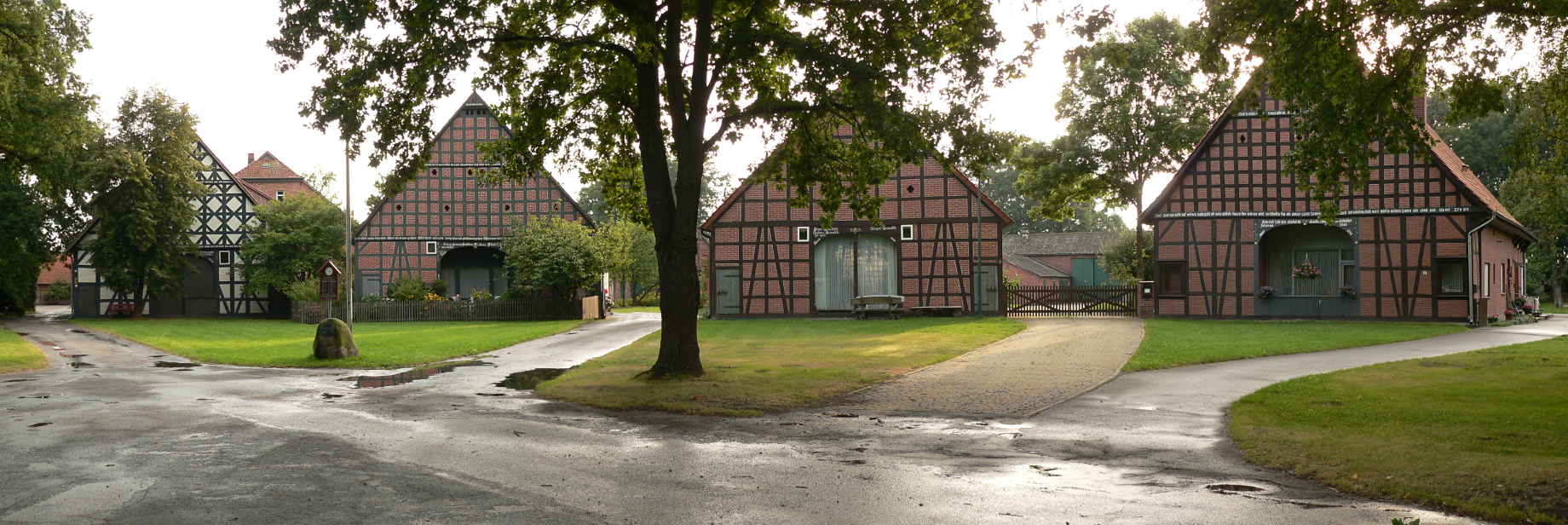
Etwa dieselbe Perspektive, 2012

## Kultur

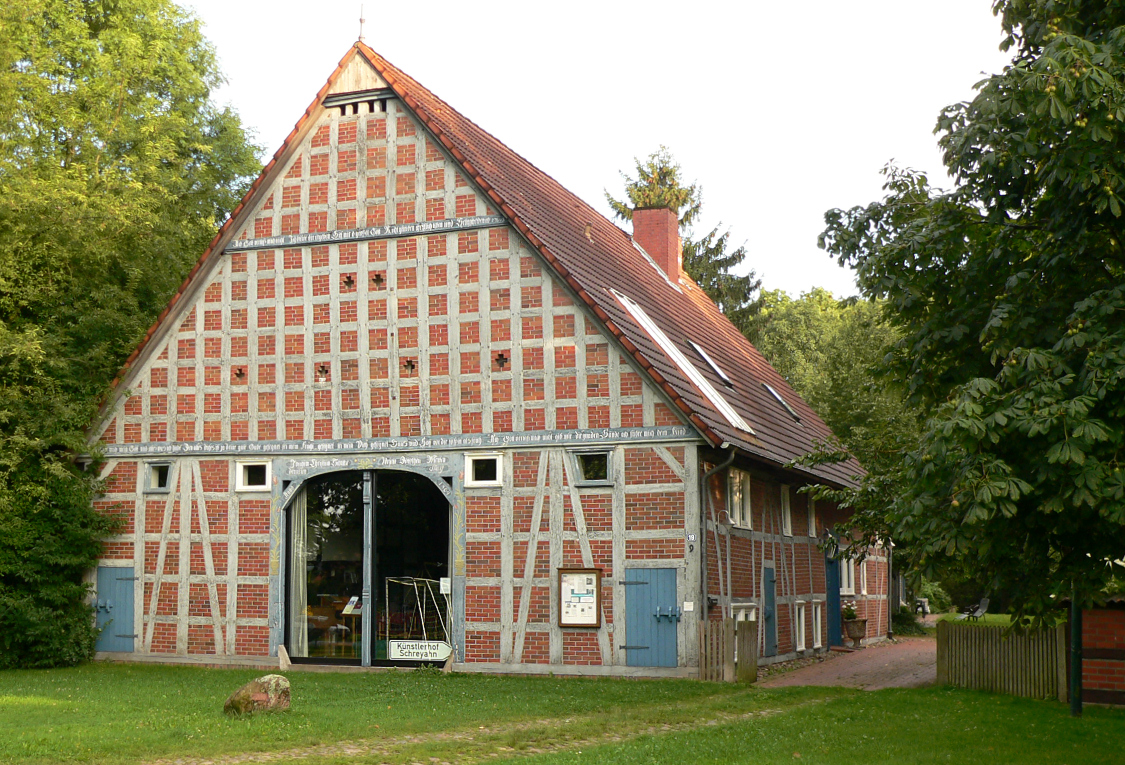
Künstlerhof Schreyahn

In Schreyahn wird vom Land Niedersachsen seit 1979 eine Stipendiatenstätte Künstlerhof Schreyahn betrieben, in der Künstler aus Musik und Literatur zeitlich befristet als Stipendiaten wohnen können. Angeboten werden für Schriftsteller und Komponisten drei-, sechs- oder neunmonatige Stipendienaufenthalte.
Bis zum Jahr 2007 fand in Schreyahn jährlich im September das Literatur- und Musik-Festival Schreyahner Herbst statt.
Schreyahn ist regelmäßig auch Veranstaltungsort bei der Kulturellen Landpartie und beim Lüchow-Dannenberger Bücherfrühling.

## Sonstiges
Regelmäßig brütet ein Storchenpaar auf dem Dach eines Schreyahner Hauses.